# غوستاف إدفارد بروك
غوستاف إدفارد بروك هو محامي وسياسي دنماركي، ولد في 6 فبراير 1816 في كوبنهاغن في الدنمارك، وتوفي بنفس المكان في 29 ديسمبر 1878.